# Gracchus Babeuf
François Noël Babeuf (Saint-Quentin, Aisne, 1760. november 23. – Vendôme, Loir-et-Cher, 1797. május 27.), ismertebb nevén Gracchus Babeuf (a római néptribunok, a Gracchus fivérek iránti tiszteletből vette fel ezt a nevet 1794-ben), francia utópista kommunista forradalmár, teoretikus, publicista, agitátor, a babeufizmus névadója. Az 1789-ben kezdődött francia forradalom direktóriumi időszaka alatt az Egyenlők Összeesküvése (Conjuration des Égaux) szellemi és politikai vezetője, amiért guillotine általi halálra ítélték és kivégezték.

## Élete
Szegény családban született. Apja állásának elvesztése után, 15 évesen önállóan kellett gondoskodnia magáról. Ezért a korábban adóügyi területen dolgozó apjától szerzett ismereteinek köszönhetően írnokként azaz a feudális jog gyakornokaként helyezkedhetett el egy úrbéri biztosnál, majd hamarosan egy községi írnok alkalmazottja. Apja 1780-ban meghalt, ezért anyja és testvérei eltartásának terhe rá hárult. 1782-ben feleségül vette Marie Anne Victoire Langlet-t, korábbi munkaadójának szobalányát, akitől később öt gyereke született. 1784-től mint földmérő dolgozott Roye-ban, illetve mellékfoglalkozásként úrbéri biztosi megbízásokat is teljesített, amelyek tisztes kispolgári jövedelmet biztosítottak számára.

### Akadémiai levelező
1785-től élénk levelezést folytatott az arrasi akadémia örökös titkárával, Ferdinand Dubois de Fosseux-vel. Fosseux a felvilágosodás eszméinek elkötelezett és fáradhatatlan híveként közel sem volt olyan radikális a társadalmi haladás kérdéseiben, mint Babeuf, akinek szellemi fejlődése ezekben az években felgyorsult. Ez a fejlődés azonban nem Fosseux-nek köszönhető, hanem sokkal inkább az akadémia általános szellemiségének, amely motiválta Babeuföt az önképzésben. Levelei jól dokumentálják, hogy ekkoriban Rousseau, Helvétius, Morelly és Mably művei nyújtottak számára kiindulási pontokat filozófiai elmélkedéseihez. Addigi életéből, foglalkozásából eredően az őt leginkább foglalkoztató téma a föld mint legfőbb termelőeszköz szerepe a társadalom gyökeres átalakításában. Az akadémia pályaművei is ezzel kapcsolatosak. Első pályázata – a nagygazdaságok felosztásának problémájáról – nem maradt fenn, de leveleiből és levelei fogalmazványaiból rekonstruálhatók akkori nézetei. Eltérően kortársaitól, ellenezte a tőkés nagygazdaságokat, mert felismerte, hogy munkanélküliséget okoznak a falvakban, s a szegényebb paraszti rétegeket még nehezebb helyzetbe hozzák. Ugyanakkor nem javasolta a földosztást, a parcellák feldarabolását sem, hanem a nagy földterületek kollektív művelését és a megtermelt javak egyenlő szétosztását indítványozta. Ezt az 1786-ban megfogalmazott kollektivista művelési gondolatát a következő években nem hangoztatta, valószínűleg nem tudta áthidalni a szakadékot a számára közvetlen mindennapi tapasztalatot jelentő saját föld utáni kisparaszti vágy és saját – korát messze megelőző – kollektivista gondolatai között. 1787-ben pályázati témajavaslatokat küldött az akadémiának: az ugar csökkentéséről, az örökös kataszter felállításáról és a vagyonközösségről, s kifejezte készségét, hogy értekezéseket írjon ezekről, azonban javaslatait nem fogadták el.
Babeuf 1787 tavaszán Fosseux révén megismerkedik egy, Étienne-Gabriel Morelly A természet kódexe című műve által ihletett munkával, az ún. Prospektussal, mely igen nagy hatást tett rá. Levelei határtalan lelkesedésről tanúskodnak a mű és anonim szerzője a „fő Reformátor” iránt. Leveleiből kiderül, hogy egyetértett a Morelly féle kommunista elképzelésekkel, de annyiban túl is lépett rajta, hogy a konkrét megvalósítás mikéntjei azonnal foglalkoztatni kezdték. Kritizálta Rousseau múltba vágyódó, a primitivizmust idealizáló, retrográd egyenlősítő eszméit, amivel szembeállította a civilizáció által nyújtott szerény jómódot, mint elérendő lehetséges célt.
Babeuf társadalomelméletének központi gondolata az egyenlőség: nézete szerint egy olyan eljövendő társadalmat kell létrehozni, melyben valamennyi állampolgár jövedelmének szigorúan egyenlőnek kell lennie. Cáfolta, hogy a munkamegosztásnak szükségszerűen hierarchiához kell vezetnie, ám az elv kimondásán túl adós maradt azzal, hogy a foglalkozások közötti kölcsönös egyenlőség, a csere egyenlősége a valóságban hogyan realizálható és tartható fenn. Fosseux-höz írott utolsó leveleiben az örökösödés eltörlését tartotta szükségesnek ahhoz, hogy az egyenlőtlenségek újra kialakulását el lehessen kerülni. További nézetei szerint a felfedezések, a találmányok a társadalom egészét illetik, amelynek kötelessége hasznosítania azokat. Reformátor kortársaihoz hasonlóan bírálja a fényűzést, az erkölcsök romlottságát látja benne. Morelly mellett Mably gondolatai hatottak rá erőteljesen. Tőle származik Babeuf magántulajdon iránti kritikája és a társadalmi reform államreformként való kezdeti realizálásának gondolata. Ebben az időszakban azonban még nem jellemzi eszméit a termelési eszközök közössé tétele, ekkor még csak közjóról beszél, a közösségi társadalom elsősorban morális fogalom számára. Babeuf ekkori ösztönös kommunizmusának egyik legfőbb forrása, hogy: „a közösség gondolata megszokott volt számára. Közvetlenül tapasztalta a faluközösségek szolidaritását, s az volt az álláspontja, hogy e közösségek a földesúri kisajátítás áldozatai.”
Babeuf számára egy idő után terhes lett a sok idejét felemésztő, számára sok tekintetben egyre partikulárisabb témák körül folyó levelezés, ezért 1788-ban udvariasan befejezte azt. Kialakulóban lévő nézeteit 1789 előtt általában a filozófiai optimizmus jellemezte, s ez magyarázatot ad arra is, hogy felvételét kérte a szabadkőművesek közé.

### A forradalom alatt
Babeuf Roye-ban tartózkodott amikor értesült a Rendi Gyűlés összehívásáról. Javaslatait nem tudta felvétetni a panaszfüzetekbe. A Bastille elfoglalása után feleségére bízta jogi irodája vezetését, s július 17-étől már közeli tanúja a forradalmi történéseknek Párizsban. Az események elemi erővel hatottak rá. Október 5-ig maradt Párizsban, ezalatt egy londoni lap tudósítójaként kísérte figyelemmel és elemezte a politikai helyzetet, de időt szakított egy 1787. március 21-i levelében körvonalazott gondolatának kidolgozására is, mely Örökös kataszter címmel jelent meg. A könyv előszavában Rousseau-nak az egyenlőtlenség eredetéről szóló Értekezéséből származó gondolatokat felhasználva és továbbfejlesztve állást foglalt az elnyomottak mellett, s következtetése, hogy jogos kívánságuk a nagybirtokok felosztása. A továbbiakban taglalta, hogy a néptömegek nem ismerik az őket megillető jogokat, ezért tanítani kell a népet, terjeszteni köztük a felvilágosodás eszméit, a tanítók fizetését pedig a papság vagyonának államosításából kell előteremteni.
Pikárdiába való visszatérése után teljes erejével belevetette magát a forradalmi cselekvésbe, amit a környékbeli parasztok is elismertek. 1790. november 14-én beválasztották Roye-ban a főtanácsba, mely a megye tanácskozó hatósági szerve volt, s minden kanton egy-egy tagot delegált bele. 1790-ben agitált a régi rendszerből örökölt közvetett adók fizetése ellen, ezért anarchia vádjával letartóztatták és a párizsi Conciergerie börtönbe zárták. Marat határozottan követelte lapjában, a „L'Ami du peuple”-ben szabadon bocsátását, ugyanakkor néhány liberális nemes is mellé állt, ezért hamarosan szabadon engedték. Pikárdiai népszerűségét jelzi, hogy a helyi lakosság diadalmenetben vitte haza. Roye-ba visszatérve kiadta lapját a „Le Correspondant Picard”-t. 1791-ben lapjában harcos agitációt folytatott a hűbéri jogok és a szerzetesek ellen, akik meg akarták szerezni a községi javakat, amivel magára haragította a vagyonos polgárokat és Longuecamp, roye-i polgármestert. Újból letartóztatták, de szintén nagy diadallal kiszabadult. A király menekülése után határozati javaslatot terjesztett elő Noyonban, melyben követelte a királyság megszüntetését és a köztársaság kikiáltását. 1792. augusztus 10-e után Somme megye adminisztrátorának választották, majd Montdidier kerület direktóriumának tagja lett. Elméleti és gyakorlati tevékenysége szorosan összefonódott, mivel meggyőződése szerint az elméletnek sosem szabad különválnia a cselekedetektől. Állását felhasználva folytatta agitátori tevékenységét, amellyel számos ellenséget szerzett magának a vagyonos polgárok köréből, s mindazokéból akik ellenezték a demokratikus fejlődést. „Határtalan naivitással – egyébként tanú jelenlétében – kihúzott egy nevet a nemzeti javak egyik árverési okiratából (1793. január 30-án), és helyébe egy szegény sans-culotte nevét írta be.” A helyi reakció rögtön lecsapott rá, hamisítási ügyet kreáltak belőle, elmozdították állásából és húsz évnyi börtönre ítélték. Babeuf kénytelen volt Párizsba menekülni, s ettől kezdve nem térhetett vissza Pikárdiába.
Babeuf 1793 tavaszától Párizsban mint élelmiszer-ellátási hivatalnok dolgozott, s e munkakörben megismerkedett a városi munkások nyomorúságos életével. Eszmei fejlődésében ezek az évek fontos szerepet töltöttek be, látókörébe került a kialakulóban lévő munkásosztály, egyre inkább felülvizsgálja a földosztásra vonatkozó nézeteit. Először a központi árszabályozás fontosságát ismerte fel, mint azonnal bevethető eszközt az egyenlőségelvű társadalom felé, ám gondolkodásában kezdett körvonalazódni a fogyasztási javak kollektív módon irányított elosztásának azaz a fogyasztási kommunizmusnak az elve. 1793-ig úgy gondolta, hogy a társadalom teljes átalakítását meg lehet valósítani az alkotmányos politikai hatalom segítségével, 1793 után már a szegényeknek a gazdagok ellen vívott harcában látta a lehetséges megoldást. 1793. június 2-a előtt még egy Robespierre vezette kormányt kívánt, amikor azonban a Közjóléti Bizottság eltávolította és kivégeztette a népi mozgalom vezetőit, teljesen csalódott a thermidori rendszerben és 1795. február–márciusban írt thermidorellenes cikkei miatt hamarosan újra börtönbe került.

### Az összeesküvés
Babeuf 1795. március 15-től az arrasi Baudet-börtönben raboskodott, ahol tovább dolgozott elméleti kommunista rendszerének fejlesztésén. Nézeteiben újdonságként jelent meg, hogy immár nagy fontosságot tulajdonított az iparnak, a városi termelésnek, bár a mezőgazdaság elsődlegességét továbbra is fenntartotta. Fontos gondolata volt a magántulajdon megszüntetése mellett a kereskedelem és a pénz megszüntetése, melyeket az egyenlőtlenségek elsődleges katalizáló okainak tartott. A technikai haladást azonban csak korlátozottan vette tekintetbe, mely az emberi munkát egyre könnyebbé teszi és ezáltal állandó színvonalon tartja a fogyasztást. A technikai fejlődést és az újabb szükségletek kialakulását fényűzésként ítélte el. Az elméletépítés mellett figyelemmel kísérte a politikai fejleményeket is, s határozottan elítélte a Direktórium politikáját, az üzérkedőket, spekulánsokat, az „új arisztokráciát”.
Fél év után, 1795. szeptember közepén szabadult, s rögtön hozzákezdett lapja, a „Le Tribun du peuple” kiadásához. A lap politikai irányvonala nem változott, az akkor már körvonalazódó összeesküvés propaganda orgánumává vált. Babeuf tömör összefoglaló álláspontját a forradalomról a lap 34. számában az alábbi mondatban fogalmazta meg: „Merjük megmondani, hogy a forradalom, minden akadály és minden ellenzés ellenére, előrehaladt thermidor 9-éig, de azóta visszafelé halad…” Az Egyenlők vezető szerepet játszottak a november végén megalakuló „Panthéon Klub” létrehozásában, amit kezdetben csak kevésbé radikális kispolgárok, katonák, volt mozgalmárok látogattak, ám néhány hét elteltével – Babeuf sajtóhadjáratának köszönhetően – a klub szociális összetétele plebejus irányba tolódott el, politikai irányzata is ennek megfelelően radikálisabbá vált.
A „Le Tribun du peuple” december 1-jén megjelent 35. száma közölte Babeuf nevezetes írását, a „Plebejusok kiáltványát”. A kiáltvány azonnali társadalmi forradalmat sürgetett, felszólított a plebejus Vendée megalakítására, mely bebizonyította volna a világnak, hogy a „közös boldogság” megvalósítható és működőképes. Babeuf a következőképpen érvelt:
„Be fogjuk bizonyítani, hogy a termőföld senkié és mindenkié.
Be fogjuk bizonyítani, hogy ha a társadalom egy tagjánál a különféle és mindennapi szükségletek kielégítésében hiány mutatkozik, ez annak eredménye, hogy a közös javak harácsolói kiforgatják természetes egyéni tulajdonából.
Hogy a képességek és az ügyesség felsőbbrendűsége csak illúzió és körmönfont állítás, amelyet jogtalanul használnak fel azok, akik összeesküvést szőnek az egyenlőség ellen.
Arra van tehát szükség, hogy a társadalmi intézmények eljussanak odáig, hogy minden egyén részére lehetetlenné tegyék a reményt, miszerint valaha is gazdagabb, hatalmasabb, vagy ismeretei folytán kiválóbb lehet, mint bárki a vele egyenlők közül.
Ennek eléréséhez az egyetlen mód a közös igazgatás megteremtése, a magántulajdon eltörlése; az, hogy minden ember kitartson képességei és szakmája mellett; az embert kényszeríteni kell, hogy munkájának gyümölcseit a közös raktárba helyezze; fel kell állítani egy egyszerű elosztási hivatalt, egy élelmiszerhivatalt, amely nyilvántartja az összes egyént és az összes terméket; ez utóbbiakat a legszigorúbban vett egyenlőség alapján osztja szét, és eljuttatja minden polgár lakásába.
Nép, ébredjenek reményeid; lépj ki eltompultságodból és csüggedésedből!”
Az Egyenlők kommunizmusának tanai rohamosan terjedtek a tömegek körében, ami ellenlépésekre késztette a kormányt: letartóztatási parancsot adtak ki Babeuf ellen, ám a párizsi vásárcsarnok rakodóinak segítségével sikerült elmenekülnie üldözői elől.

### Illegalitásban
Ekkortól Babeuf elrejtőzve tevékenykedett letartóztatásáig, s a „Le Tribun du peuple” is illegálisan jelent meg. A különféle árnyalatú radikális csoportok Babeuf körül tömörültek, a Plebejusok Kiáltványát egyre szélesebb körben megvitatták. A Panthéon Klub fokozatosan balra tolódott. 1796 februárban Babeuf feleségét letartóztatták azzal az ürüggyel, hogy férje lapját terjesztette, amire a klub követelte szabadon bocsátását és gyűjtést rendezett a gyerekek javára. Időközben a téli élelmiszerválság súlyosbodott Párizsban, a klub pedig egyre radikálisabb kormányellenes propagandát folytatott. A Direktórium tartott az egyre népszerűbb és befolyásosabb Panthéon Klubtól, s bezáratása mellett döntött. A fiatal Bonaparte tábornokot bízta meg a klub elleni rendőri akció vezetésével.
A Panthéon Klub bezárása után az Egyenlők számára csak az illegális szerveződés maradt, amely jelentősen leszűkítette a meggyőzés, a propaganda módszereit. 1796. március 30-án megalakult „A közjólét titkos direktóriuma”, melynek Babeuf mellett tagja volt: Antonelle, Sylvain Maréchal, Félix Lepeletier, akikhez az összekötő szerepet betöltő Didier Jourdeuil javaslatára csatlakozott a megingathatatlan robespierre-ista Augustin Darthé és Buonarroti illetve az ő révükön Robert-François Debon. A titkos direktórium így egyesítette a korábbi thermidorelleneseket és thermidoristákat egy dinamikus robespierre-izmus égisze alatt, amely csak az első lépcsőt jelentette számukra a majdani kommunizmus felé. Babeuf a következőképpen érvelt az egykori hébertista, Bodson számára írt levelében:
„Az hébertizmus például csak Párizsban található meg, az emberek egy kis csoportjában, és ott is csak járószalag segítségével tudja magát fenntartani. A robespierre-izmus megvan az egész köztársaságban, az egész józan és tisztán látó osztályban és az egész népben. Ennek oka egyszerű: ez azért van így, mert a robespierre-izmus egyet jelent a demokráciával.”
Ezen eltérő politikai irányzatok szintézise csak úgy valósulhatott meg, hogy mindkettő jelentős fejlődésen ment át ideológiai téren, Babeuf és követői feladták szektás partikularizmusukat a szélesebb népi egység érdekében, míg Buonarroti és hívei szintén nagy lépést tettek előre a szociális forradalom, a kommunizmus stratégiai céljának elsajátításával.

### Az összeesküvés bukása
1796 márciusában és áprilisában a babeufista összeesküvés népszerűsége, támogatottsága rohamosan nőtt, amely többek között annak köszönhető, hogy a kormány felemelte a rögzített árú élelmiszerek árát, illetve a lakbéreket az új papírpénzben kellett fizetni, amely tömeges kilakoltatással fenyegetett. Április 9-én megkezdődött az összeesküvők utcai propagandája: „Babeuf tanainak elemzése” címmel plakátokat ragasztottak ki szerte a városban, s megkezdték a felkelés közvetlen előkészítését. Barras megpróbált közvetíteni, tompítani igyekezett a babeufisták radikalizmusát, ezért megkörnyékezte Chrétien vendéglőst – az összejövetelek egyik gócpontjának tulajdonosát –, Jean-Antoine Rossignol sans-culotte tábornokot és Germaint, aki a hadseregben koordinálta a felkelést. Babeuf a „Le Tribun du peuple” április 13-án megjelent, 42. számában harciasan, magabiztosan ezeket írta: „Ne ámítsátok magatokat, ezek még mindig ragadozó állatok; természetük nem változott, és soha nem is fog változni. Ma behúzzák karmaikat, de holnap felfalnak benneteket.” Figyelmezteti a felkelés támogatóit, hogy ne higgyenek a megtévesztésnek. A tárgyalásos rendezési kísérletek kudarca után Barras tekintélye megtépázódott a Direktóriumban és a népi mozgalmak erőszakos elfojtásának hívei: Louis-Marie de La Révellière-Lépeaux, Carnot kerültek előtérbe. A Direktórium április 14-én falragaszokon intézett kiáltványt Párizs népéhez. Felhívta a magántulajdont fenyegető társadalmi anarchia illetve a royalizmus veszélyére a figyelmet. A Felkelési Bizottság április 15-én körlevelet intézett a forradalmi megbízottakhoz, melyben óvta őket a megalkuvástól és az ingadozástól. Április 16-án a Direktórium javaslatára a tanácsok bevezették a halálbüntetést az 1793. évi alkotmányt visszakövetelőknek és a magántulajdont ellenzőknek. Az Egyenlők válaszul „Engedelmeskedni kell-e az 1795. évi alkotmánynak?” című plakátjaikat tették ki, tovább tüzelve az ellenállást. Babeuf pedig a „Le Tribun du peuple” 43. számában az alábbiakat írta: „Lábbal fogjuk fogjuk tiporni arcátlan rendeleteiteket, ki fogjuk játszani a szörnyű büntetésekkel való fenyegetéseiteket. Barátaim! Határozottaknak, kitartóknak, legyőzhetetleneknek kell lennünk…”
Párizsban katonaság járőrözött, feloszlatta a gyülekezőket, s az Egyenlők tiltott nyomtatványait kereste. A nép elégedetlensége tetőpontjára érkezett, a türelmetlen mozgalmi harcosok azonnali akcióra agitáltak, ezért a Felkelési Bizottság a körülmények kényszere alatt kiadta a Felkelési Okiratot, mely felkelésre szólította fel a népet elnyomóik ellen. Az okirat felsorolta a rendszer legfontosabb bűneit, kilátásba helyezte az állami hivatalok birtokba vételét, az összes állami szerv – köztük a Direktórium és a tanácsok – feloszlatását, aminek helyébe a Forradalmi Kormány lépett volna. S végül kitért az azonnali szociális intézkedésekre: a zálogházban elhelyezett tárgyak visszaadására, az emigránsok és a nép ellenségei javainak szétosztására a szegények között. A kommunizmusról viszont hallgattak, mert belátták, hogy még nem elég széles körű a társadalmi bázisa. Az okirat jelentősége, hogy a felkelés győzelmét, mint minden további politikai lépés nélkülözhetetlen előfeltételét helyezte reflektor fénybe.
Az Egyenlők propagandája április közepére már kikezdte a rendőrségi légiót is, ezért a Direktórium előbb öt zászlóalj áthelyezésével próbálta megoldani az egyre feszültebbé váló helyzetet, aminek eredménytelensége után pedig vállalva a felkelés kirobbanásának kockázatát azonnal feloszlatta a rendőrségi légiót. Az Egyenlők súlyos kudarccal néztek szembe, mivel a döntő többség alávetette magát a feloszlató rendelkezésnek, s így mintegy 6000 főnyi nélkülözhetetlen fegyveres erőt vesztettek el. Ez rádöbbentette a Felkelési Bizottság tagjait, hogy túlbecsülték támogatottságuk mértékét. Ez a vereség taktikájuk gyors módosítására ösztönözte őket, s új szövetségesek után néztek, ám ugyanakkor az opportunizmus és a zavarodottság is felütötte a fejét, mivel egyesek a royalisták bevonását, míg mások a Direktórium tagjainak megölését indítványozták. Az új szövetségesek az amnesztiában részesült konventképviselők – Amar, Drouet, Javogues, Laignelot, Lindet – voltak, akiket Rossignol és Fyon ajánlatára vontak be a kibővített Felkelési Bizottságba. Ennek azonban súlyos politikai ára volt, mert cserébe 60 száműzött konventképviselő hatalmi helyzetbe kerülését kívánták, mely szöges ellentétben állt az eredeti tervekkel, amik szerint az újonnan választandó nemzetgyűlést a Felkelési Bizottság javaslatára megyénként megválasztott demokrata képviselők alkották volna. Április 30-tól május 7-ig folyt az alkudozás és az éles vita a konventképviselőkkel, amivel rengeteg értékes időt vesztegettek el, míg végre Drouet közvetítésével megegyeztek megyénként egy-egy konventképviselő kinevezésében. A nép forradalmi lendülete, szenvedélye viszont időközben lelohadt, amiben a demagóg kormánypropaganda és a kiszivárgott belső viták egyaránt szerepet játszhattak. Időközben, május 4-én árulás is történt, melyben Grisel katonai megbízott tudomására jutott Babeuf rejtekhelye, aki eladta az információt Carnot-nak. 1796. május 10-én reggel letartóztatták az Egyenlők Összeesküvése vezetőinek nagy részét.

### A megtorlás és a vendôme-i per
A babeufista mozgalom leleplezését a Direktórium eszközként használta többi politikai ellenfelének megsemmisítésére. Házkutatások, eljárások, letartóztatások kezdődtek országszerte, melyeknek legfőbb célja a politikai elrettentés volt. Ennek megfelelően a büntetések nem mindig álltak arányban az összeesküvésben való részvétel súlyával, például Grenoble és Ain megye környékén egy tanítót halálra ítéltek, mert az 1793-as alkotmány pártolását hirdette. „A rendőrség egyébként a jövőre vonatkozólag megőrizte a lefoglalt okmányokból ismeretessé vált »exkluzív« köztársaságiak személyi adatait tartalmazó kartotékokat. Ezek alapján hosszú ideig – egészen Fouchénak, Napóleon császár rendőrminiszterének uralmáig – ellenőrizni tudta a köztársaságiakat. A lefoglalt okmányok bebizonyították az összeesküvés valódiságát. Charles Cochon de Lapparent rendőrsége a bizonyító aktákban idézett személyek közül azokat kereste, akik a legveszélyesebbnek látszottak, és akiknek vád alá helyezése a legdemonstratívabb jellegű lehetett. Az elnyomás lesújtott több olyan demokratára, akiknek esetében inkább az volt a döntő, hogy forradalmár hírében álltak, semmint az, hogy valóban részt vettek az összeesküvésben.”

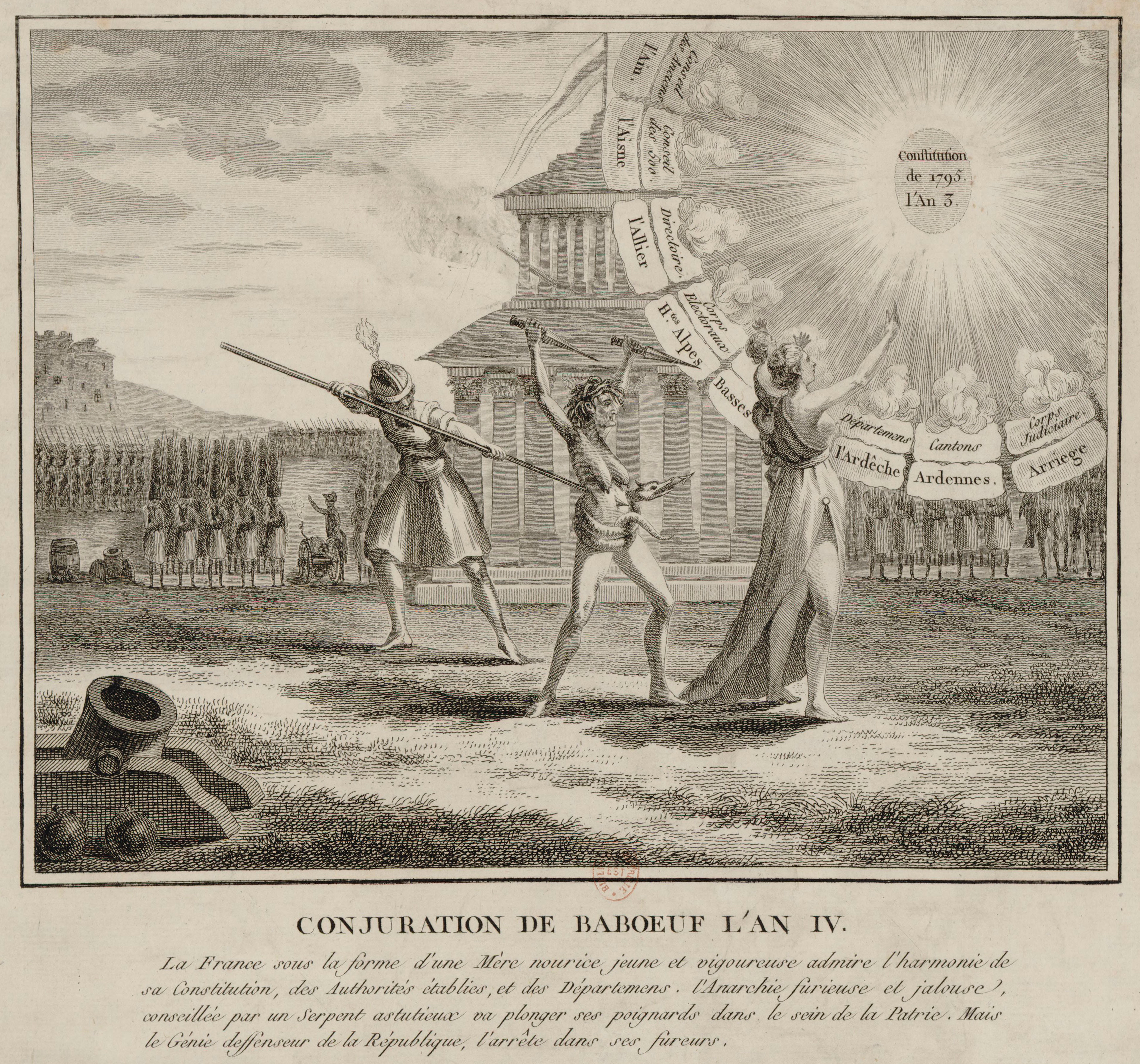
Névtelen nyomtatvány, amely megbélyegzi az Egyenlők Összeesküvését

Letartóztatása után két nappal Babeuf – taktikai célból – levelet intézett a Direktóriumhoz, melyben azt javasolta, hogy egyenrangú félként tárgyaljanak vele. Egyfelől szándékosan túlbecsülte mozgalmának társadalmi támogatottságát, hogy a népet, mint fenyegető végső érvet jeleníthesse meg a Direktóriummal szemben a mozgalom eltiprása esetére, másfelől a royalisták aktivizálódása a jobboldali előretörés hatására szemmel látható valóság volt. Tagadta, hogy a Direktórium fizikai megsemmisítésére és Robespierre politikájának helyreállítására törekedtek volna, egyetlen céljukként a thermidor 9-e óta előretörő reakciós politikai tendencia visszafordítását jelölte meg. Annak fényében, hogy néhány nappal azelőtt még a Direktórium részéről Barras ajánlott tárgyalásokat, a taktika nem volt minden alap nélküli, csakhogy nehezen felejthették el a Babeuf részéről történt önhitt visszautasítást, illetve Carnot befolyásának megnövekedése a Direktóriumban elhalványította a levél realitását. Carnot az eljárás gyorsítására törekedett, de mivel a vádlottak között volt Drouet, az Ötszázak Tanácsának tagja, fölötte az alkotmány szerint csak a Főbíróság ítélkezhetett, ezért az ügy meglehetősen lelassult. A kormány elővigyázatossági okokból a sans-culotte akcióktól katonailag jól védhető Vendôme-ba tette át a Főbíróság tárgyalását, ahová augusztus 27-én szállították át a rabokat.
A szállítás bővelkedett a társadalom megfélemlítését szolgáló látványelemekben. „Az átszállítás idejére rácsos ketrecbe zárták a vádlottakat, és a szekéroszlopot fegyveres katonák vették körül. […] A kocsioszlop útvonalába eső valamennyi várost katonasággal zárták körül, és rendőrök őrizték az utcákat. Vendôme olyan volt, mint egy ostromlott város.” A szomorú menet – melyet a rabok hozzátartozóinak, köztük Babeuf várandós feleségének és legidősebb gyermekének koszorúja kísért – három nap alatt tette meg a kijelölt útvonalat, amely mentén Chartres és Châteaudun kivételével mindenütt ellenséges, a vádlottakat sértegető emberek sokasága állt. A menet vezetője többször bántalmazta a rabokat.
A kihallgatások lefolytatása, a bírák és az esküdtek megválasztása 1796 októberéig tartott, s a per kezdete csak 1797 februárban volt. A vádlottak ezt a mintegy féléves időszakot arra is felhasználták, hogy egy sokuk számára nehéz szívvel elfogadható, opportunista védekezési stratégiát dolgozzanak ki. Ennek lényege az összeesküvés ténylegességének tagadása, illetve annak hangsúlyozása, hogy nem lépték át a demokratikus jogok törvény adta kereteit. Ezt a védekezést viszont ketten nem tudták elfogadni: Darthé és Sophie Lapierre, Claire Lacombe forradalmár nőmozgalmának egykori tagja. Ők nem ismerték el a Főbíróság kompetenciáját ügyükben, s megvető hallgatást tanúsítottak a tárgyalás alatt.
A pernek komoly visszhangja volt nemcsak Franciaországban, hanem külföldön is. Párizsban elsősorban Lebois „L’Ami du peuple”, illetve mérsékeltebben Duval „Le Journal des hommes libres” című újságja vette védelmébe a vádlottakat. Ugyanakkor a mozgalmi harcosok, az aktivisták körében az első dermedtség után, egy a kétségbeesés által motivált, kevés sikerrel kecsegtető felkelési kísérlet történt. Mivel az a hír terjedt el – minden bizonnyal provokációként a rendőrminiszter részéről –, hogy a grenelle-i tábor katonái lázadoznak, a felkelők a katonai egység zendülésére támaszkodva indították volna tervüket a foglyok kiszabadítására és végül az 1793-as alkotmány visszaállítására. A fraternizálni próbálkozó tüntető tömeg szeptember 9–10-én jelent meg a grenelle-i tábor mellett, ahol a készenlétben lévő lovasság a tömegbe lőtt, s letartóztatott 130 személyt. A megtorlás különösen kegyetlen volt. „A vádlottak ügyében, habár polgári személyek voltak, törvényellenesen katonai bizottság ítélkezett egy olyan törvény alapján, amely kifejezetten a királypártiak és a vendée-i felkelés részvevői ellen irányult. Harminc embert kivégeztek, köztük három volt konventképviselőt. A többieket, akik a semmítőszékhez fellebbeztek – amely az ellenük folytatott eljárást törvénytelennek is minősítette –, súlyos börtönbüntetésre ítélték.” A vádlottak egyik leghűbb és legkitartóbb támogatója Pierre-Nicolas Hésine volt. 1796. augusztus 16-ától kiadta Pontlevoy-ban rendszeresen megjelenő lapját, „Az igaz és érző emberek visszhangja, a Főbíróság lapja” (L’Echo des hommes vrais et sensibles, journal de la Haute-Cour de Justice) címmel. E tevékenysége miatt 1797. április 7-én bebörtönözték, de lapja a per befejeződéséig felesége nevén továbbra is megjelent. Hésine továbbá szállást adott a per idejére Babeuf családjának és ügyvédi védelmét is ellátta.
A tárgyalás 1797. február 20-án kezdődött, s mintegy három hónapon át tartott. A vádlottakkal szimpatizáló tömeg – melynek soraiban ott voltak a hozzátartozók, barátok – zsúfolásig megtöltötte a tárgyalótermet. Minden vádlott mellett két-két csendőr állt, a terem körül katonák őrködtek. A hangulat mindvégig feszült volt, viharos, zajos jelenetekkel tarkítva, a vádlottak sokszor hazafias dalokat énekelve tértek vissza zárkáikba.
Az előzetes megegyezés szerint mindegyikük határozottan tagadta az összeesküvés tényét, hogy minél enyhébb ítéletek szülessenek. Babeuf-öt ez láthatóan zavarta, mivel lángoló egyéniségétől a legtávolabb állt ez a színjáték, ez meglátszott ügyetlen, sokszor szofisztikus, az esküdteket bosszantó érvelésén, melyet írásban készített el, s öt tárgyalási napon át olvasott fel. Akkor nyerte vissza igazi énjét, amikor megbizonyosodott felőle, hogy halálra fogják ítélni. Büszke öntudattal mondta bírái szemébe, hogy a kortársak és a jövő forradalmár generációinak emlékezete által halhatatlanná fog válni.
Az esküdtszék 1797. május 25-én hirdette ki ítéletét. A vádlottak többségét felmentette. Buonarroti, Germain, Moroy, Casin, Blondeau, Menessier, Bouin számára deportálást írt elő, majd a dobpergés utáni vészjós csendet megtörve mondta ki Babeuf és Darthé halálos ítéletét, akik a hirtelen kitört káosz közepette tőr általi, sikertelen öngyilkosságot kíséreltek meg. Másnap hajnalban a két sebesült rabot kivégezték.

## Öröksége
Babeuf művének legfőbb folytatója Buonarroti volt. 1797-től 1800-ig a száműzetési ítélet ellenére egy Cherbourg közeli erődben volt bebörtönözve többi társával. Majd házi őrizetbe került előbb Oléron szigetén, később az Alpes-Maritimes megyében lévő Sospelben. 1806-ban engedélyt kapott arra, hogy Genfben telepedjen le. Forradalmi szervezkedés vádjával 1828-ban Genfből kiutasították. Brüsszelbe költözött, ahol megírta az Egyenlők történetét: „Az úgynevezett Babeuf-féle Összeesküvés az Egyenlőségért” címmel. Az 1828-ban, Brüsszelben megjelent könyv gyorsan elterjedt, hatása kimutatható Blanqui, Fourier, Louis Blanc és mások munkásságán. Marx 1842-ben olvasta a művet. Erőteljesen kritizálta a babeufizmust, például a Kommunista kiáltvány-ban „elnagyoltnak”, „műveletlennek” ítélte, de ugyanakkor proletárdiktatúra elméletének megalkotásában tagadhatatlanul befolyásolta. A babeufizmus antiparlamentarista, nihilista jellege jelentős hatást gyakorolt az anarchista hagyományra is.

## Magyarul
- Babeuf válogatott írásai; előszó Molnár Erik, ford. Csatlós János, szerk., jegyz. Köpeczi Béla, ford. Csatlós János; Hungária, Bp., 1950